# Bistum Ciudad Real
Das Bistum Ciudad Real (lateinisch Dioecesis Civitatis Regalensis, spanisch Diócesis de Ciudad Real) ist eine in Spanien gelegene römisch-katholische Diözese mit Sitz in Ciudad Real.

## Geschichte
Das Bistum Ciudad Real wurde am 18. November 1875 durch Papst Pius IX. mit der Apostolischen Konstitution Ad Apostolicam als Territorialprälatur Ciudad Real errichtet. Am 4. Februar 1980 wurde die Territorialprälatur Ciudad Real durch Papst Johannes Paul II. mit der Apostolischen Konstitution Constat militarium zum Bistum erhoben  und dem Erzbistum Toledo als Suffraganbistum unterstellt.

## Ordinarien

### Prälaten von Ciudad Real
- Victoriano Guisasola y Rodríguez, 1877–1882, dann Bischof von Orihuela
- Antonio María Cascajares y Azara, 1882–1884, dann Bischof von Calahorra y La Calzada
- José María Rancés y Villanueva, 1886–1898, dann Bischof von Cádiz y Ceuta
- Casimiro Piñera y Naredo, 1898–1904
- Remigio Gandásegui y Gorrochátegui, 1905–1914, dann Bischof von Segovia
- Francisco Javier de Irastorza Loinaz, 1914–1922, dann Bischof von Orihuela
- Narciso de Esténaga y Echevarría, 1922–1936
- Emeterio Echeverria Barrena, 1942–1954
- Juan Hervás y Benet, 1955–1976
- Rafael Torija de la Fuente, 1976–1980

### Bischöfe von Ciudad Real
- Rafael Torija de la Fuente, 1980–2003
- Antonio Ángel Algora Hernando, 2003–2016
- Gerardo Melgar Viciosa, 2016–2025
- Abilio Martínez Varea, seit 2025